# ماورو سوزا
ماورو سوزا (31 أكتوبر 1990 في البرازيل - ) هو لاعب كرة قدم برازيلي في مركز الدفاع. لعب مع أتلتيكو غويانيينسي وسبورتينغ براغا ونادي جل فيسنتي.

## روابط خارجية
- ماورو سوزا على موقع قاعدة بيانات كرة القدم.إي يو (الإنجليزية)
- ماورو سوزا على موقع Soccerway.com (الإنجليزية)
- ماورو سوزا على موقع AS.com (الإسبانية)